# Jan Oxenberg
Pour les articles homonymes, voir Jan et Oxenberg.
Jan Oxenberg est une productrice, réalisatrice, scénariste et monteuse américaine.

## Biographie
Jan Oxenberg est connue pour ses films féministes lesbiens.

## Filmographie

### Comme productrice
- 1975 : A Comedy in Six Unnatural Acts
- 1991 : Thank You and Good Night (documentaire)
- 1998-1999 : Chicago Hope (série télévisée) (3 épisodes)
- 1999-2001 : Once and Again (série télévisée) (43 épisodes)
- 2001 : The Education of Max Bickford (série télévisée)
- 2002 : Robbery Homicide Division (série télévisée)
- 2003 : Mister Sterling (série télévisée) (3 épisodes)
- 2003-2004 : Cold Case (série télévisée) (22 épisodes)
- 2006-2007 : Kidnapped (série télévisée) (12 épisodes)
- 2008 : Long Island Confidential (téléfilm)
- 2011 : In Plain Sight (série télévisée) (2 épisodes)
- 2013 : Pretty Little Liars (série télévisée) (3 épisodes)

### Comme scénariste
- 1975 : A Comedy in Six Unnatural Acts
- 1986 : Louise's Tidy Tips (téléfilm)
- 1990 : The American Film Institute Presents: TV or Not TV? (téléfilm)
- 1991 : Thank You and Good Night (documentaire)
- 1996-1997 : Relativity (série télévisée) (4 épisodes)
- 1997-1998 : Nothing Sacred (en) (série télévisée) (4 épisodes)
- 2000 : Roswell High (série télévisée) (1 épisode)
- 1999-2001 : Once and Again (série télévisée) (4 épisodes)
- 2002 : Robbery Homicide Division (série télévisée)
- 2003-2004 : Cold Case (série télévisée) (4 épisodes)
- 2007 : Kidnapped (série télévisée) (2 épisodes)
- 2008 : Long Island Confidential (téléfilm)
- 2010 : Parenthood (série télévisée) (2 épisodes)
- 2010 : Huge (série télévisée) (1 épisode)
- 2013 : Call Me Crazy: A Five Film (téléfilm)
- 2013 : Pretty Little Liars (série télévisée) (1 épisode)

### Comme réalisatrice
- 1973 : Home Movie (court métrage)
- 1974 : I'm Not One of 'Em
- 1975 : Films by Jan Oxenberg (court métrage)
- 1975 : A Comedy in Six Unnatural Acts
- 1991 : Thank You and Good Night (documentaire)

### Comme monteuse
- 1975 : A Comedy in Six Unnatural Acts